# Eberhard de Bavière
Eberhard de Bavière (né à une date inconnue et mort vers 940(?)) est le fils aîné du duc Arnulf Ier de Bavière et de son  épouse Judith de Frioul. Il succède à son père en 937 comme duc de Bavière mais dès 938 le roi Othon Ier de Germanie le dépose.

## Biographie

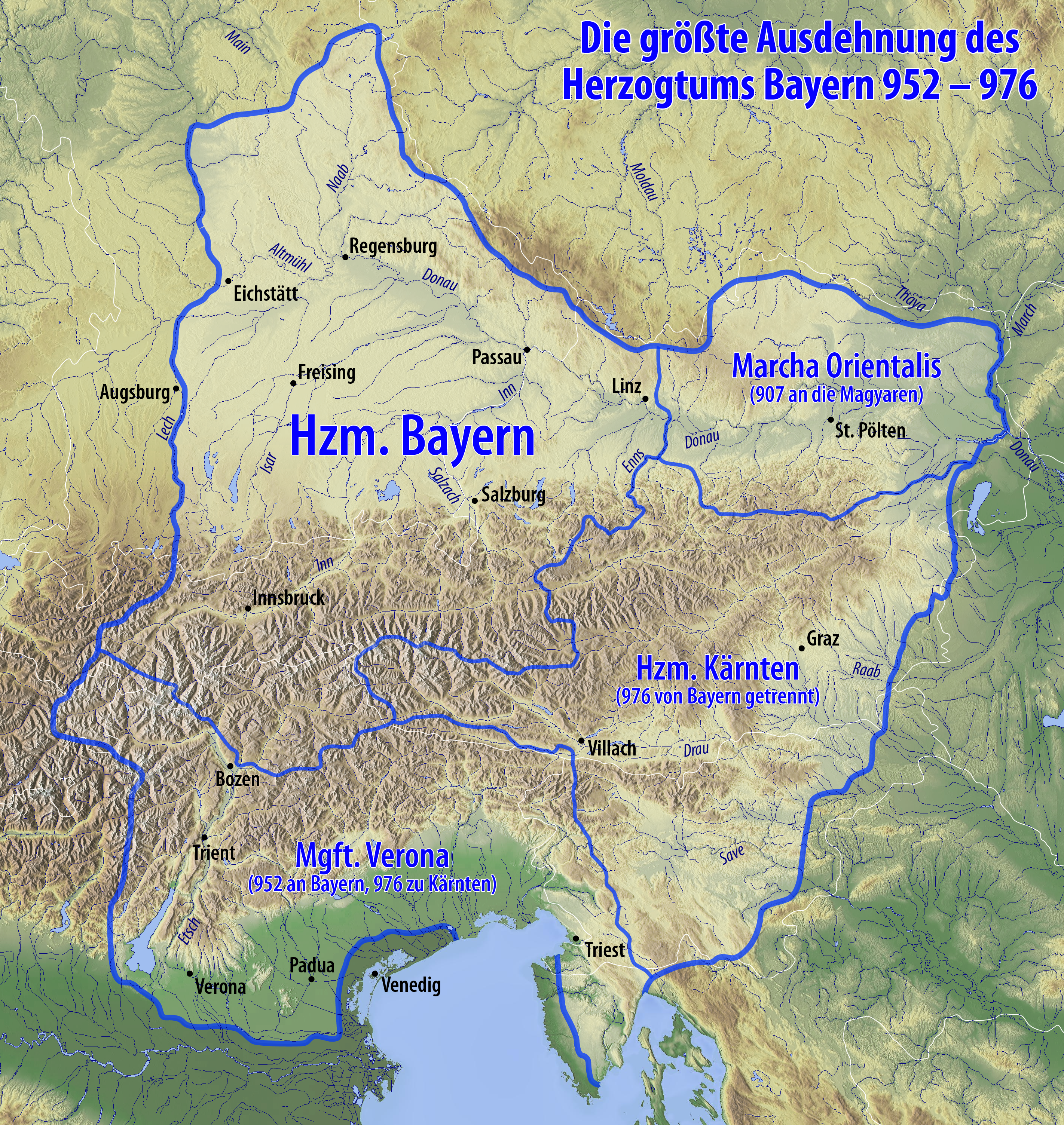
Bavière à l'époque du duc Arnulf Ier.

### Origine
Eberhard est le fils du duc Arnulf Ier de Bavière et de son épouse Judith de Sulichgau dite de Frioul, fille du comte Évrard de Sulichgau, ce dernier étant le fils de Unroch III de Frioul.

### Eberhard, duc de Bavière
En 934 les adversaires du roi Hugues d'Arles font appel à Arnulf de Bavière et Eberhard effectue  campagne en Lombardie où la noblesse locale lui offre de ceindre la couronne royale du fait de son ascendance maternelle qui le lie à la dynastie des Unrochides. Les bavarois sont défaits près de Vérone et doivent se retirer mettant fin à cette tentative inédite de constituer un royaume italo-bavarois très préjudiciable à l'unité du royaume de Germanie. En 935 son père Arnulf avec le consentement de la noblesse bavaroise qui lui rend l'hommage, le désigne comme son successeur. C'est à cette époque qu'il épouse une certaine Liutgarde.

### Relations avec le roiOthonIer
Après la mort de Arnulf en 937 Othon Ier se saisit de l'occasion pour affirmer le droit royal d'investiture et convoque les trois fils du défunt à comparaitre car il entend lui-même désigner le nouveau duc. Eberhard répond en se proclamant duc de Bavière par droit héréditaire. Le conflit avec le roi Othon Ier est inévitable. Après deux campagnes au printemps et à l'automne 938 Othon dépose Eberhard qui est banni. Le roi met à profit sa victoire pour éliminer les autres compétiteurs et proclamer duc 
Berthold un frère du duc Arnulf Ier qui doit renoncer aux importants privilèges régaliens qui avaient été maintenus par Henri Ier de Germanie; comme le droit de nomination des évêques. Le frère d'Eberhard;  Arnulf II de Bavière, fils et homonyme de l'ancien duc, est gracié par Othon et nommé comte Palatin dont les fonctions comprennent l'administration pour le roi des bien et droits royaux en Bavière mettant fin ainsi aux prérogatives ducales. On ignore le sort ultérieur d'Eberhard, le lieu de son bannissement et la date de sa mort.